# 東郷氏 (薩摩国)
東郷氏（とうごうし）は、日本の氏族。相模国渋谷氏の庶流で、薩摩国発祥の一族。東郷別府（のちの薩摩郡東郷、現・鹿児島県薩摩川内市のうち旧東郷町および旧下東郷村の区域）を本貫地とした。

## 歴史

### 薩摩下向と東郷統一
祖は桓武平氏秩父氏で、相模国渋谷荘を領し渋谷氏を名乗った一族。その当主である渋谷重国の長子渋谷光重が渋谷荘を長男の重直に与える一方、次男から六男には薩摩国の領地をそれぞれ分与した。その内の東郷別府を与えられた次男早川実重（光重の実子では無く紀実直の子ともされ、その場合は生母が重国の娘の又鶴で、正室が光重の娘）が宝治2年（1248年）に他の庶流共々薩摩国へ下向、その地名を称したのが薩摩東郷氏の始まりである。ただし、すぐさまに初代より東郷を称したのではなく、早川・車内・伊坂・福田など様々な姓を称した後に東郷を称し始める。それでも系図では実重を初代に数えている。
実重は最初、車内（現：田海町）へ館を築き車内氏を称した。この地に館を築いたのは、東郷別府には既に鎌倉御家人で在地郡司である大前氏（おおくまし）が斧淵城を本拠に大きな勢力を有して東郷氏を称しており、これに対抗するための措置であった。両家は次第に対立、6代氏親のときに、大前氏の鶴岡城を奪い取り、以後より本拠をこことした。その後、大前氏当主大前国司入道道超が没し、正平12年/延文2年（1358年）その遺領が7代右重に与えられたことで、東郷別府の統一がなった。

### 南北朝期の混乱
南北朝時代、九州探題として今川貞世（了俊）が九州へ下向すると、東郷氏は他の渋谷一族である祁答院氏、鶴田氏、入来院氏、高城(
たき）氏と同様に守護島津氏と共に幕府方に着く。しかし、了俊と島津氏の関係が水島の変により悪化すると、島津氏と対立するようになる。ただし、永和2年（1376年）に了俊が参画を求めた「第二次南九州国人一揆」には、渋谷一族間での所領争いのために参加が鈍る有様でもあった。
やがて島津氏が、総州家と奥州家とに分かれて対立すると、渋谷一族もこの争いに巻き込まれ、東郷氏と祁答院氏、入来院氏、高城（たき）氏は総州方に、鶴田氏は奥州方にと分かれる。争いは総州家の優勢に終わり、応永8年（1401年）に鶴田氏が没落、薩摩の渋谷一族は四氏となった。東郷家ら渋谷一族は一時勢力を盛り返した奥州家に寝返るが、応永18年に再び総州家と結託、奥州家の島津元久を陣没せしめた。ところが、元久の後を継いだ島津久豊が優勢となると一転して総州家を攻撃、やがて総州家は奥州家に降伏、守護職は奥州家の相続に帰した。このように渋谷一族は、両家を渡り歩き領主権維持に腐心し続けた。
9代重明の代となると、ようやく東郷姓に定着する。永享4年（1432年）、守護島津忠国が日向国山東の伊東氏攻略に失敗すると、渋谷一族を中心とした国人らによる国一揆が勃発、当然ながら東郷氏もこれに参画した。一揆は一時的に収束したが、文安年間の初め頃に渋谷一族は再び国一揆を起こす。これに対し、これまで対立していた島津忠国・島津持久兄弟が和睦、両氏による一揆鎮圧が行われ、国人らは大きくその威を削がれる。伊集院氏・牛屎氏・和泉氏などが独立勢力としては断絶させられる中、渋谷一族は辛うじて国人勢力でいられ続けるも、所領に対して段銭を徴収するための「算田」の改訂を、厳しい基準値にて受け入れざるを得なかった。その一方で、島津宗家を継いだ立久は渋谷一族含む国人の懐柔も怠らなかったため、一時的ながら薩摩国は穏やかとなった。

### 島津氏との対立と降伏
文明8年（1476年）1月、立久の後を継いだ11代守護の忠昌に対し、島津薩州家2代国久ならびに島津豊州家2代忠廉が肥後相良氏や菱刈氏と結託し叛乱に及ぶ。これに渋谷一族は守護方に就き、薩摩国と肥後国の境目を守った。しかし、島津内部は敵味方が入れ替わる混乱期に至り、島津伊作家8代久逸が日向国の伊東氏と結ぶと薩州家は守護方に就いて、この征伐に派兵するなどした。その混乱は渋谷一族にも波及し、まず高城（たき）氏が領地を逐われ没落、祁答院氏は守護方に就き、東郷氏と入来院氏は豊州方に就く有様であり、水引城にあった東郷氏は薩州家に与した同族の祁答院氏に攻められている。島津宗家は求心力を徐々に低下させていったが、そんな中、永正5年（1508年）に守護の忠昌が自殺、その後を継いだ嫡男忠治、次男忠隆が相次いで早世し、さらにその後を継いだ14代勝久が薩州家よりの逼迫に窮するあまり守護職を伊作忠良（島津忠良）の嫡子貴久に譲ったかと思うと、今度は薩州家に諭され貴久を廃嫡し守護に返り咲こうとするなど、益々混迷を加速させていった。自ずと国人たちは独自の動きを顕著とさせ、東郷氏もその類に漏れなかった。
15代重治の頃、重治の家臣が薩州家6代義虎の家臣湯田兵庫成重の秘蔵の犬を盗み出し、それを取り返しに来た成重に殺害される事件が発生、これにより東郷氏と薩州家の関係は悪化、天文16年（1547年）より20年近くに及ぶ争乱へと至った。
その一方、島津家内部では島津忠良・貴久父子が島津宗家として薩州家を従属させ、さらに天文23年（1554年）の岩剣城の戦いで大勝すると、薩摩・大隅・日向三国の統一を着々と推し進める。やがて祁答院当主の良重が自らの妻に殺害されて家が没落、東郷氏16代の重尚は入来院氏13代重嗣と連合し島津家と対立し続けたが、永禄12年（1569年）12月28日ついに全領地を献上の上で島津宗家に降伏を申し入れた。東郷氏は東郷の地のみを安堵され、以後は島津家臣となった。
また重尚には嗣子が無く、島津家久次男の重虎（後の島津忠仍）がその養嗣子となった。重虎は後に島津氏に復姓、その後を継いだ嫡子忠昌は寛永9年（1632年）に島津姓を辞退する旨を上申し、翌年に受理されたため東郷に復姓する（東郷昌重と称する）。忠昌はその後樺山久尚の養子となったため（樺山久広と称する）重虎次男の重経が跡目を継いだ。重経と三男の重頼も東郷に復姓、また重頼の子の忠辰は居住地の菱刈本城（現・鹿児島県伊佐市）から取って本城氏を名乗っている。

## 歴代当主
1. 東郷実重（初代、早川氏さらに車内氏を名乗る。紀実直の子とも）
2. 東郷忠重
3. 東郷重高
4. 東郷頼重
5. 東郷重親
6. 東郷氏親（重親の弟。別名は重清、重幸、氏重、氏清、武重、重年）
7. 東郷右重（氏親の次男。別名は重喜、実久、助重、祐重）
8. 東郷重元（別名は重信。車内氏を称した）
9. 東郷重明（別名は重光）
10. 東郷重隆（別名は重際）
11. 東郷重信（別名は重述）
12. 東郷重理
13. 東郷重信（弟重隆は高城（たかじょう）氏を称する）
14. 東郷重朗（別名は重朝）
15. 東郷重治（別名は重張）
16. 東郷重尚（養子、菱刈重州の三男。別名は重綱）
17. 東郷重虎（養子、島津家久の次男。後に島津に復姓し島津忠仍）
18. 島津忠昌（重虎の嫡男。東郷に復姓し東郷昌重。樺山久尚の養子となり樺山久広）
19. 東郷重経（重虎の次男）